# 呂号第五十一潜水艦
|          |                                                                |
| 艦歴     |                                                                |
| 計画     | 大正6年度計画                                                  |
| 起工     | 1918年8月10日                                                  |
| 進水     | 1919年10月10日                                                 |
| 就役     | 1920年6月30日                                                  |
| 除籍     | 1940年4月1日                                                   |
| その後   | 1940年4月1日廃潜水艦第10号と仮称                               |
| 性能諸元 |                                                                |
| 排水量   | 基準：893トン 常備：886.2トン 水中：1,075.2トン                |
| 全長     | 70.59m                                                         |
| 全幅     | 7.16m                                                          |
| 吃水     | 3.90m                                                          |
| 機関     | ヴィッカース式ディーゼル2基2軸 水上：2,400馬力 水中：1,600馬力 |
| 速力     | 水上：17kt 水中：10.2kt                                        |
| 航続距離 | 水上：10ktで5,500海里 水中：4ktで80海里                        |
| 燃料     | 重油                                                           |
| 乗員     | 45名                                                           |
| 兵装     | 短8cm高角砲1門 45cm魚雷発射管 艦首4門、舷側2門 魚雷10本        |
| 備考     | 安全潜航深度：60m                                              |

呂号第五十一潜水艦（ろごうだいごじゅういちせんすいかん）は、日本海軍の潜水艦。呂五十一型潜水艦（L1型）の1番艦。竣工時の艦名は第二十五潜水艦。

## 艦歴
1918年（大正7年）4月1日、第二十五潜水艇と命名。同年8月10日、三菱神戸造船所で起工。1919年（大正8年）4月1日、「艦艇類別等級別表」の改正により潜水艇が潜水艦となり第二十五潜水艦と改名し二等潜水艦に類別。同年10月10日進水。1920年（大正9年）6月30日竣工。1924年（大正13年）11月1日、呂号第五十一潜水艦に改称。1940年（昭和15年）4月1日に除籍され、廃潜水艦第10号と仮称。
機関のヴィッカース式ディーゼルの信頼性が高く故障も少なかったことから高い評価を受けた。

## 歴代艦長
※艦長等は『日本海軍史』第9巻・第10巻の「将官履歴」及び『官報』に基づく。

### 艤装員長
- 伊藤貞一 少佐：1919年9月10日[6] - 12月1日[7]
- 沢野源四郎 少佐：1919年12月1日[7] -

### 艦長
- 沢野源四郎 少佐：1920年6月30日[8] - 1921年12月1日[9]
- （心得）中邑元司 大尉：1921年12月1日 - 1922年12月1日
- （心得）平岡粂一 大尉：1922年12月1日[10] - 1923年10月15日[11]
- （心得）寺垣敬三 大尉：1923年10月15日 - 1924年3月4日
- 道野清 大尉：不詳 - 1924年12月1日[12]
- 箕輪中五 少佐：1924年12月1日[12] - 1927年3月1日[13]
- 土井申二 大尉：1927年11月15日[14] - 1929年3月15日[15]
- 小田為清 少佐：1929年3月15日 - 1930年6月20日
- （兼）松尾義保 大尉：1930年6月20日[16] - 1930年6月30日[17]
- 水口兵衛 大尉：1930年6月30日[17] - 1931年12月1日[18]
- 勝田治夫 少佐：1931年12月1日 - 1932年2月15日
- 岩上英寿 少佐：1932年2月15日 - 1932年12月27日
- （兼）遠藤敬勇 少佐：1932年12月27日[19] - 1933年3月15日[20]
- （兼）後藤汎 少佐：1933年3月15日[20] - 1933年4月1日[21]